# دارالتلاوت

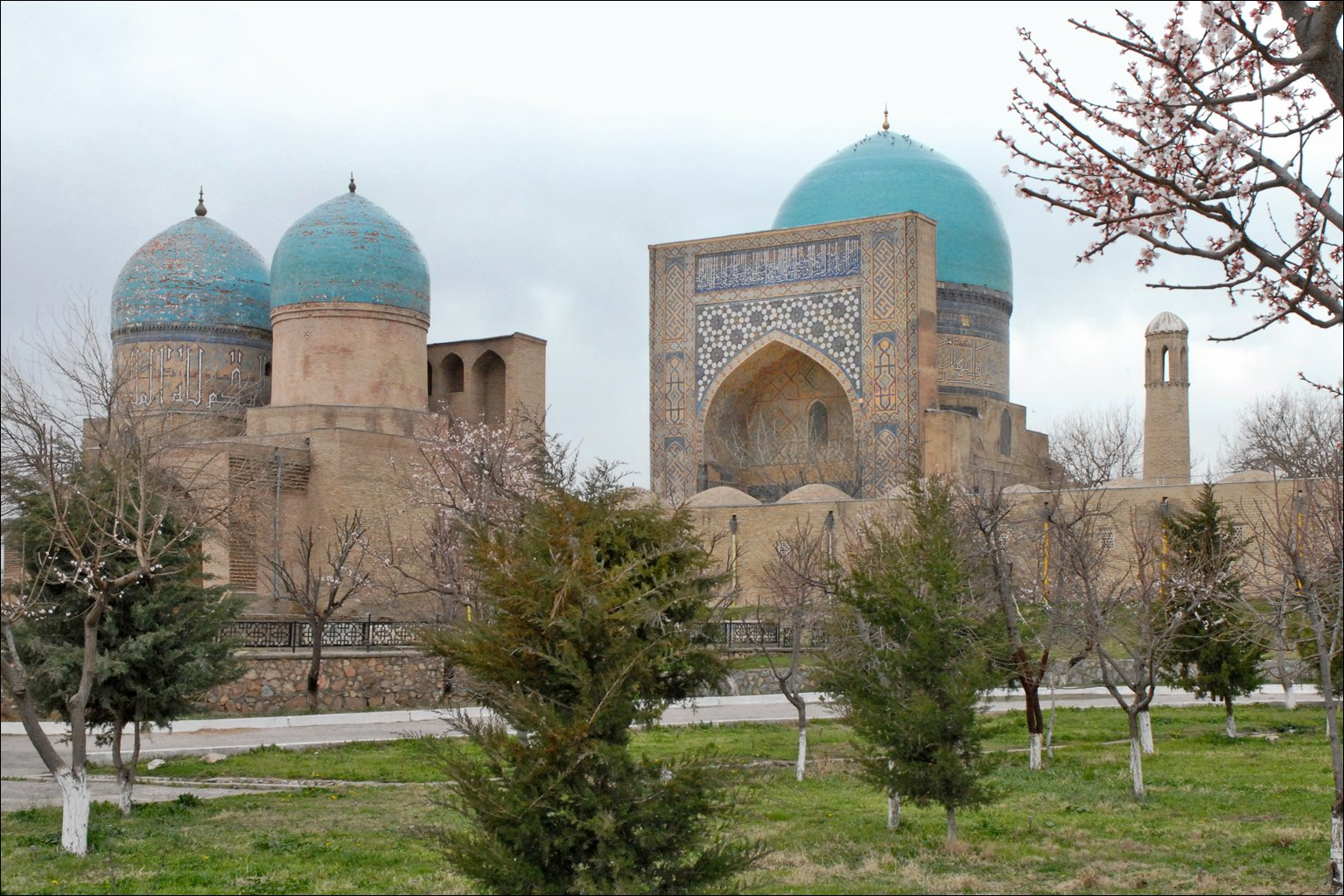
دارالتلاوت

دارالتلاوت (خانه تلاوت) مدرسه‌ای اسلامی در شهر سبز ازبکستان است. این مدرسه محل دفن شمس‌الدین کلال، پدربزرگ امیر کلال، و تراغای، پدر تیمور، است.

## پیشینه
دارالتلاوت نخستین بار در سده سیزدهم توسط شمس‌الدین کلال (با نوه او که شمس‌الدین امیر کلال نیز نامیده می‌شود، اشتباه نشود) ساخته شد. او از بخارا به شهر کش (شهرسبز) سفر کرده بود تا به تبلیغ اسلام بپردازد. شمس‌الدین از خانواده‌ای دانشمند بود. بسیاری از خانواده‌های اصیل پسران خود را برای تحصیل به دارالتلاوت فرستادند. یکی از این مریدان مشهور تراغای پدر تیمور لنگ بود. تراغای برای شمس‌الدین احترام زیادی قائل بود و پسرش تیمور نیز نوه شمس‌الدین، امیر کلال، را راهنمای معنوی خود می‌دانست. شمس‌الدین پس از مرگ در همان دارالتلاوت دفن شد.
شمس الدین برای دارالتلاوت شهرتی ایجاد کرد که در زمان پسر و نوه او امیر کلال نیز ادامه یافت. پس از مرگ تراغای، تیمور به امیر کلال مراجعه کرد تا او راضی کند که تراغای را در کنار شمس‌الدین در مدرسه دارالتلاوت دفن کند. با این حال، خانواده امتناع کردند. هدف تیمور برقراری ارتباط معنوی با یک خانواده مشهور و دانشمند بخارایی بود که اتفاقاً از نوادگان مستقیم پیامبر اسلام نیز بودند. امیر کلال که راهنمای معنوی تیمور (پیر) و رئیس قبیله‌ای نیرومند بود، نفوذ قابل توجهی بر تیمور گذاشت و او را از قصد خود بازداشت. با این حال، پس از مرگ امیر کلال در سال ۱۳۷۰، قبیله کلال یک رهبر روحانی قدرتمند را از دست داد و تیمور که در سال اول سلطنت او بود، ترجیح داد به برنامه‌های خود ادامه دهد. او سپس جسد پدرش را به دارالتلاوت منتقل کرد. مدرسه و ساختمان‌های مجاور آن توسعه یافت و تا سال ۱۳۷۴ ساخت آن به پایان رسید. در قرون بعدی این منطقه بارها بازسازی و گسترش یافت.